# Bahr al-Arab
Bahr al-Arab (arabisch بحر العرب Baḥr al-ʿArab: „Fluss der Araber“), auch Kiir genannt, ist ein Fluss im Sudan und Südsudan. Nach dem Fluss ist der Grabenbruch Bahr-el-Arab-Rift benannt.

## Verlauf
Südlich der Stadt Radom im Sudan bilden der Adda von Süden kommend und der kleinere Umbelasha-Fluss von Westen kommend den Bahr al-Arab, der im weiteren Verlauf die Grenze zwischen Südsudan und Sudan bildet.
Adda und Umbelasha entspringen beide in der Nähe des Bergs Ngaja im Bongo-Massiv, nahe der Grenze zur Zentralafrikanischen Republik, und fließen zu einem großen Teil durch den Bundesstaat Dschanub Darfur bzw. durch die zwischen dem Sudan und dem Südsudan umstrittenen Kafia Kingi. Der Bahr al-Arab ist rund 800 Kilometer lang und bildet beim Zusammenfluss mit dem Jur den Fluss Bahr al-Ghazal. Er bildet streckenweise grob die Grenze zwischen Nord- und Südsudan.
Der Fluss ist im Sommer von Überflutung betroffen und nicht schiffbar.

## Einzugsgebiet
Das Einzugsgebiet des Bahr al-Arab ist mit 370.000 km verhältnismäßig groß und macht mehr als die Hälfte des Einzugsgebietes des Bahr al-Ghazal aus, über den er mündet. Allerdings erstreckt es sich weit nach Norden in niederschlagsarme Gebiete die praktisch nicht zum Abfluss beitragen.
Nebenflüsse sind unter anderem Shalleikha, Kyom, Wadi Ibra und der Lol, dessen genauer Verlauf an der Mündung unklar ist. In dem flachen Gelände des Bahr al-Ghazal-Sumpfes, wo sie sich vereinigen, befinden sich Kanäle, die den Jur mit dem Lol verbinden bzw. die zum Bahr al-Arab führen.